# Phrynopus bufoides
Espèce
Statut de conservation UICN

 DD  : Données insuffisantes
Phrynopus bufoides est une espèce d'amphibiens de la famille des Craugastoridae. 

## Répartition
Cette espèce est endémique de la région de Pasco au Pérou. Elle se rencontre entre 3 850 et 4 100 m d'altitude dans la cordillère Centrale.

## Publication originale
- Lehr, Lundberg & Aguilar, 2005 : Three new species of Phrynopus from central Peru (Amphibia: Anura: Leptodactylidae). Copeia, vol. 2005, no 3, p. 479-491.